# Europatag

Der Europatag zählt neben der Europaflagge zu den Symbolen der Europäischen Union

Als Europatag werden zwei Tage im Jahr bezeichnet, an denen ein Feiertag für die Europäische Einigung begangen wird: Der 5. Mai erinnert an die Gründung des Europarates 1949, während man am 9. Mai der Schuman-Erklärung von 1950 und damit der Ursprünge der Europäischen Union gedenkt. Im deutschsprachigen Raum wird bisweilen auch der 8. Mai (Ende des Zweiten Weltkriegs in Europa) als Feiertag für Europa vorgeschlagen bzw. erwähnt.

## 5. Mai – Europatag des Europarates
Dieser Europatag, der seit 1964 gefeiert wird, erinnert an die Gründung des Europarates durch die Unterzeichnung seiner Satzung am 5. Mai 1949 in London.

## 8. Mai – Ende des Zweiten Weltkriegs in Europa
Mit der Kapitulation der deutschen Wehrmacht endete am 8. Mai 1945 der Zweite Weltkrieg in Europa (Tag der Befreiung / VE-Day). Dieser Tag wird allerdings nicht in allen Ländern am selben Tag gefeiert. In jüngerer Vergangenheit ließ etwa der Vorstoß der österreichischen Europaabgeordneten Claudia Gamon die Diskussion neu entstehen. Auch unabhängig davon wird von Kommentatoren eine gewisse inhaltliche Kontinuität der Gedenktage attestiert.

## 9. Mai – Europatag der Europäischen Union

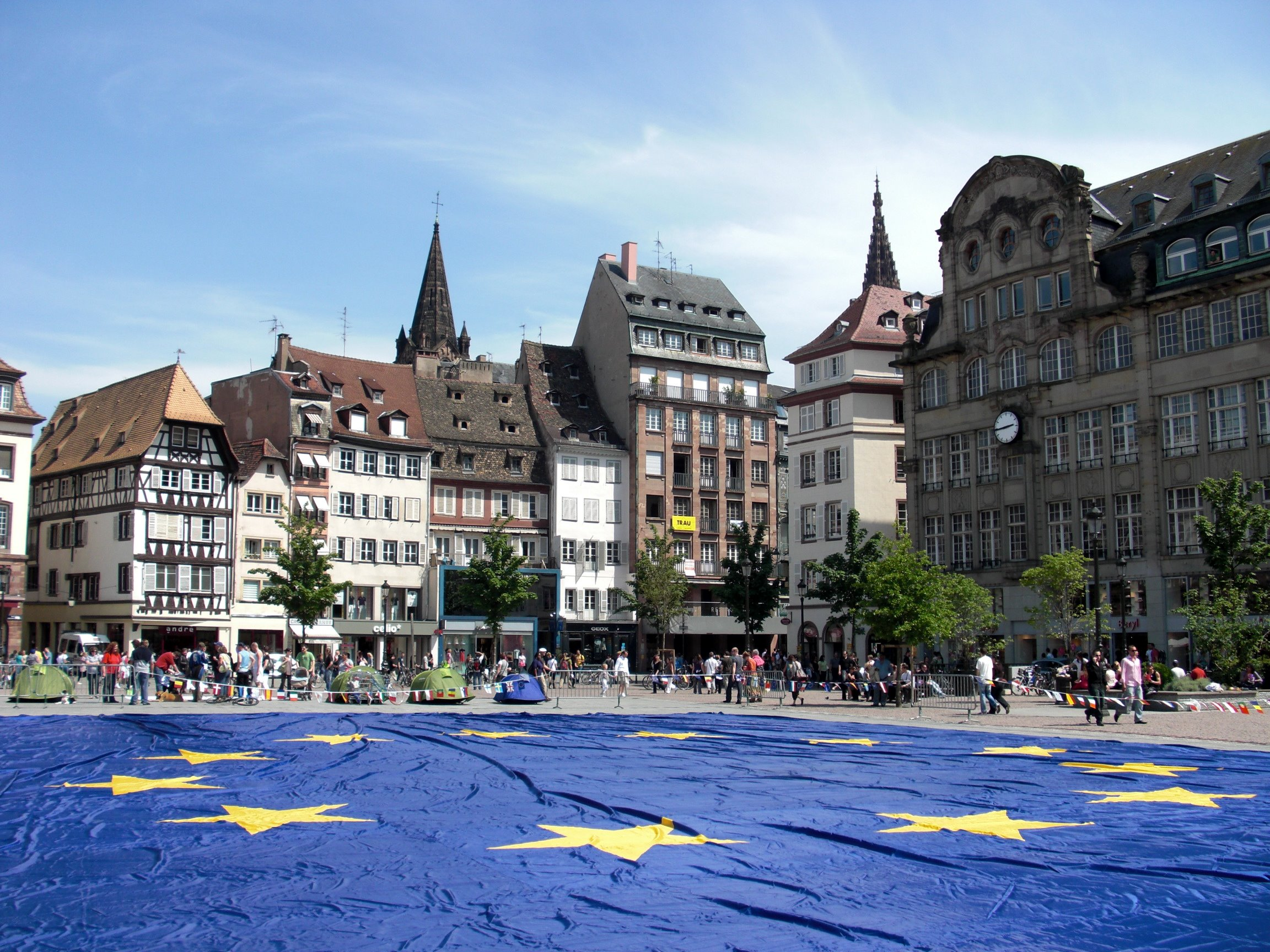
Europatag in Straßburg 2009

Aufbauend auf einer Idee von Jean Monnet schlug Frankreichs Außenminister Robert Schuman am 9. Mai 1950 in seiner Pariser Rede vor, eine Produktionsgemeinschaft für Kohle und Stahl zu schaffen. Diese wurde als Schuman-Erklärung bekannt und mündete in die Gründung der Europäischen Gemeinschaft für Kohle und Stahl (EGKS), auch Montanunion genannt, die den Grundstein der heutigen Europäischen Union bilden sollte.
Beim Mailänder Gipfeltreffen der Staats- und Regierungschefs 1985 wurde auf Anregung des Adonnino-Ausschusses beschlossen, zur Erinnerung an dieses Ereignis am 9. Mai jedes Jahres den Europatag der Europäischen Union zu begehen, an dem nun seit 1986 zahlreiche Veranstaltungen und Festlichkeiten stattfinden. Gleichzeitig ist der Europatag arbeitsfrei für viele Bedienstete der EU-Einrichtungen, wobei das Europäische Parlament dessen ungeachtet tagt, soweit der 9. Mai auf einen Gruppen-, Ausschuss- oder Plenumstag fällt.
In Artikel I-8 des EU-Verfassungsvertrags wurde der Europatag zusammen mit weiteren Symbolen der Europäischen Union explizit aufgeführt. Nach dem Scheitern des Verfassungsvertrags wurde dies im Vertrag von Lissabon jedoch nicht übernommen.
Im Kosovo ist der Europatag am 9. Mai (albanisch: Dita e Evropës) gesetzlicher Feiertag. Gleiches gilt seit 2019 in Luxemburg. In Deutschland wird an dem Tag an allen Dienstgebäuden die Europaflagge gehisst.
Um sich von den Narrativen der aggressiven chauvinistischen Propaganda Russlands während der bewaffneten Aggression gegen die Ukraine und dem großen Schaden, der dem Land zugefügt wurde, zu distanzieren, beschlossen die Ukrainer, ab 2023 anstelle des Siegestags am 8. Mai den Tag der Erinnerung und Versöhnung und am 9. Mai den Europatag zu feiern, als Zeichen der Dankbarkeit gegenüber der westlichen Welt für ihre Hilfe bei der Abwehr der Invasion.